# Клоуз, Карл
Карл Отто Клоуз (англ. Carl Otto Klose; 5 декабря 1891, Cochecton, Нью-Йорк — 15 января 1988, Томс-Ривер, Нью-Джерси) — американский гребец, серебряный призёр летних Олимпийских игр 1920 года в Антверпене в зачёте рулевых четвёрок, член филадельфийского клуба Pennsylvania Barge Club.

## Биография
Карл Клоуз родился 5 декабря 1891 года в городе Кошектон, штат Нью-Йорк.
Начал заниматься академической греблей в 1916 году в клубе Pennsylvania Barge Club в Филадельфии, однако из-за Первой мировой войны ему пришлось прервать спортивную карьеру. На войне проходил службу в медицинском корпусе скорой помощи.
Вскоре по окончании войны Клоуз вернулся в академическую греблю и буквально спустя три месяца после возвращения вошёл в основной состав американской национальной сборной, собранной для участия в летних Олимпийских играх 1920 года в Антверпене. В составе распашного рулевого четырёхместного экипажа, куда также вошли гребцы Эрих Федершмидт, Франц Федершмидт, Кеннет Майерс и рулевой Шерман Кларк, благополучно преодолел полуфинальную стадию соревнований, с большим запасом опередив экипажи из Бразилии и Чехословакии. В решающем финальном заезде финишировал вторым, четыре секунды уступив команде из Швейцарии, и тем самым выиграл серебряную олимпийскую медаль.
Впоследствии работал разъездным торговцем. Добровольно записался в армию в ходе Второй мировой войны, хотя на тот момент ему было уже больше 50 лет, и поучаствовать в боевых действиях ему не довелось.
Умер 15 января 1988 года в городе Томс-Ривер, штат Нью-Джерси, в возрасте 88 лет.